# Phaéton (fils d'Éos)
Pour les articles homonymes, voir Phaéton.
Dans la mythologie grecque, Phaéton (en grec ancien Φαέθων), est le dieu de l'étoile errante ou planète Jupiter.

## Étymologie
Phaéton, en grec ancien Φαέθων, signifie "le brillant", du verbe φαέθω qui signifie "qui brille".

## Famille
Hésiode, dans sa Théogonie, indique que les titans Astréos et Éos enfantèrent les vents et les étoiles, ce qui inclut Phaéton,.

## Fonctions
Phaéton est un des dieux des cinq planètes ou étoiles errantes (Planeta ou Stellae Errantes), plus précisément celui de l'étoile Jupiter. Le chef d’entre eux était le brillant Éosphoros, le dieu de l’étoile de l’aube Vénus. Les trois autres étaient Phaénon (étoile Saturne), Pyroeis (étoile Mars) et Stilbon (étoile Mercure).

### Pages connexes
- Liste des divinités de la mythologie grecque

### Sources
- Nonnos de Panopolis, Dionysiaques
- Cicéron, De natura deorum